# Хареба и Гоги
«Хареба и Гоги» — советский художественный фильм 1987 года, снятый на киностудии «Грузия-фильм» режиссёром Георгием Шенгелая.

## Сюжет
В основе сюжета — реальные факты 1902—1911 годов, когда в горах Кахетии вспыхнуло восстание грузинских крестьян во главе с Харебой и Гоги, учинившими расправу над местными богачами. Они завоевывают сердца и умы не только бедных людей, но и многих аристократов. Их действия доставляют много хлопот местным властям, и из Тбилиси прибывает карательный отряд под командованием штабс-капитана Ахвледиани…

## В ролях
- Омар Пхакадзе — Хареба Джибути
- Леван Тедиашвили — Гоги Кенкишвили
- Михаил Саладзе — Ило, духанщик
- Гурам Лордкипанидзе — фотограф Роинишвили
- Иван Сакварелидзе — гадальщик Фридон
- Отар Мегвинетухуцеси — штабс-капитан Ахвледиани
- Александр Кайдановский — князь Волховский
- Шалва Херхеулидзе — князь Карашвили
- Руслан Микаберидзе — генерал
- Автандил Маисурадзе — «Дядя», бывший слесарь
- Заза Колелишвили — Жоржик Бердзенишвили
- Вахтанг Панчулидзе — Залико Симонишвили
- Мурман Джинория — Сидамонидзе, террорист
- Лери Зардиашвили — Тандил Маргалит, крестьянин
- Отар Зауташвили — Микиртума, торговец вином
- Мзия Арабули — любовница Гоги
- Нугзар Шатаидзе — Симон, брат Хареба

## Критика
Фильм получил высокие оценки киноведов, так Валерий Фомин назвал фильм «отличной картиной», а Михаил Трофименков — «сумрачным шедевром», историей, где героическая баллада оборачивается кафкианской притчей о смертоносном самолюбовании и самодовольстве.

«Хареба и Гоги» звучит почти как «Смит энд Вессон», да и выглядит почти так же — это позднесоветский вестерн.

В своём жанре прекрасная картина, в ней нет мрачной библейской мощи «The Unforgiven» или саги о Дата Туташхия, но есть очарование эпохи и характеров.— Грузинское вино: ренессанс // Вадим Скардана, Наталья Сорокина. — Литагент Ридеро, 2016

## Награды
- Кинофестиваль в Ташкенте (1988) — специальный приз жюри «за воплощение национального характера и традиций» и премия актёру Левану Тедиашвили в категории «лучшая мужская роль».[3]